# 杉浦美帆
杉浦 美帆（すぎうら みほ、本名：松岡 美帆（旧姓：杉浦）、1983年12月7日 - ）は、日本の元ファッションモデル、元女優、元タレントである。所属事務所は元エイベックス・エンタテインメント（現：エイベックス・マネジメント）。愛知県岡崎市出身。身長：161cm。血液型：AB型。

## 来歴
2001年、雑誌『S Cawaii!』専属モデルオーディションでグランプリを受賞し、翌2002年より同誌の専属モデルとして芸能活動をはじめる。
2007年1月7日から9月2日まで『スーパー競馬』（フジテレビ）のリポーターを務めた。2007年夏にはこの番組の企画で西山牧場にて馬の世話を体験。自身のプロフィールでは寝藁上げを特技として挙げている。また、この番組での出会いをきっかけとして中央競馬騎手の松岡正海との交際が始まった。
『スーパー競馬』降板後はデイリースポーツ発行の競馬新聞『馬三郎』で競馬予想を担当。
2009年8月26日付のスポーツ新聞各紙にて自身の誕生日である12月7日に松岡と入籍し、2010年2月に挙式の予定であると報じられたが、その後、松岡の意思で2009年12月7日に入籍・挙式・披露宴を同時に済ませることになった。
2010年3月31日、芸能界を引退した。2011年5月4日に第1子となる長女を出産した。
趣味は、料理、パソコン、美味しいお店探し。特技として、寝藁上げを挙げている。

## 出演

### テレビドラマ
- ドールハウス（TBS、2004年）
- 夜王（TBS、2005年）
- 花より男子（TBS、2005年）

### 情報・バラエティ
- 汐留スタイル!（日本テレビ）
- グッサンカフェ（BSジャパン、初代グッサンズ）
- スタイルプラス（東海テレビ、2008年1月6日〜2010年3月28日）
- ズームイン!!SUPER「ズムとく!」→「マルキュー（○の中にQが入ったロゴ）」（日本テレビ、2008年2月11日〜2010年3月25日）
- 初日の出放送局 小倉淳の今年もGoodDay!2009年はウっしっし!!（ニッポン放送、2009年1月1日、『小倉淳の早起きGoodDay!』の新春特番）
- CSチャンネルNECO『おすぎのシネバラ!』（2009年4月4日〜2010年3月）
- channel-a

### CM
- 北洋銀行（北海道ローカル、2007年〜）
- コーセーコスメポート「ソフティモ スーパーメイク落としシート」（2008年〜）
- 小林製薬「サラサーティ SoLaLa♪」（2009年〜）